# Kėdainių aerodromas
Kėdainių aerodromas är en flygplats i Litauen. Den ligger i den centrala delen av landet, 110 km nordväst om huvudstaden Vilnius. Kėdainių aerodromas ligger 48 meter över havet.
Terrängen runt Kėdainių aerodromas är mycket platt. Runt Kėdainių aerodromas är det ganska glesbefolkat, med 42 invånare per kvadratkilometer. Närmaste större samhälle är Kėdainiai, 2,8 km söder om Kėdainių aerodromas. Omgivningarna runt Kėdainių aerodromas är en mosaik av jordbruksmark och naturlig växtlighet.